# Branchville (Alabama)
Branchville és una població dels Estats Units a l'estat d'Alabama. Segons el cens del 2007 tenia 993 habitants.

## Demografia
Segons el cens del 2000, Branchville tenia 825 habitants, 319 habitatges, i 256 famílies. La densitat de població era de 104,1 habitants/km².
Dels 319 habitatges en un 30,4% hi vivien nens de menys de 18 anys, en un 67,4% hi vivien parelles casades, en un 9,7% dones solteres, i en un 19,7% no eren unitats familiars. En el 18,2% dels habitatges hi vivien persones soles l'11% de les quals corresponia a persones de 65 anys o més que vivien soles. El nombre mitjà de persones vivint en cada habitatge era de 2,59 i el nombre mitjà de persones que vivien en cada família era de 2,9.
Per edats la població es repartia de la següent manera: un 25,2% tenia menys de 18 anys, un 5,7% entre 18 i 24, un 27,9% entre 25 i 44, un 26,3% de 45 a 60 i un 14,9% 65 anys o més.
L'edat mediana era de 40 anys. Per cada 100 dones hi havia 92,3 homes. Per cada 100 dones de 18 o més anys hi havia 94,6 homes./n/nLa renda mediana per habitatge era de 40.438 $ i la renda mediana per família de 43.594 $. Els homes tenien una renda mediana de 35.313 $ mentre que les dones 32.639 $. La renda per capita de la població era de 20.541 $.
Entorn del 6,5% de les famílies i el 7,8% de la població estaven per davall del llindar de pobresa.

## Poblacions properes
El següent diagrama mostra les poblacions més properes.